# Alexander Dornhof

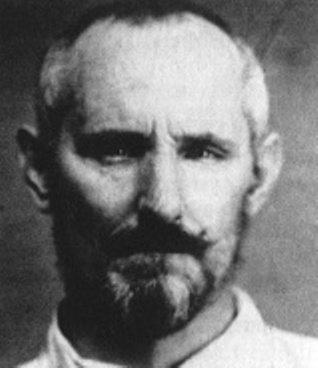
Alexander Dornhof als Häftling

Alexander Dornhof (* 1891 in Zug, Marxowski rajon, Russisches Kaiserreich; † 1. November 1937 im Gulag Solowezki-Inseln, Oblast Archangelsk, Sowjetunion) war ein katholischer Diözesanpriester des Bistums Tiraspol aus der deutschen Minderheit.
Zug war ein Dorf der Wolgadeutschen. Nach dem Theologiestudium am Priesterseminar in Saratow empfing Alexander Dornhof 1917 die Priesterweihe. Bis 1919 war er in Zug tätig und danach in Dehler (ukrainisch: Березовка, ungefähr 40 km südlich Saratow) bis 1923. In dem Jahr wurde er Pfarrer von Rohleder in der heutigen Marxowski rajon. Am 12. März wurde er unter dem Vorwand, einer Verschwörergruppe aus Priestern anzugehören, verhaftet. Daraufhin wurde er am 20. April 1930 zu 10 Jahren Arbeitslager verurteilt. Diese Haftstrafe wurde in eine Gefängnisstrafe umgewandelt und er wurde auf die Solowezki-Inseln verbracht.
1937 wurde er in einem Geheimprozess zum Tode verurteilt und am 1. November diese Jahres im Gefängnis auf den Solowezki-Inseln hingerichtet.
Er wurde als Glaubenszeuge in das deutsche Martyrologium des 20. Jahrhunderts aufgenommen.